# Campeonato Mundial de Atletismo em Pista Coberta de 2014 - 60 m feminino
A prova dos 60 metros feminino do Campeonato Mundial de Atletismo em Pista Coberta de 2014 foi disputada entre 8 e 9 de março na Ergo Arena em Sopot, na Polônia.

## Recordes
Antes desta competição, os recordes mundiais e do campeonato nesta prova eram os seguintes:
|    | Nome            | Nacionalidade  | Tempo | Local           | Data                                           |
| -- | --------------- | -------------- | ----- | --------------- | ---------------------------------------------- |
| WR | Irina Privalova | Rússia         | 6s 92 | Madri, Espanha  | 11 de fevereiro de 1993 9 de fevereiro de 1995 |
| CR | Gail Devers     | Estados Unidos | 6s 95 | Toronto, Canadá | 12 de março de 1993                            |

## Medalhistas
| Ouro                          | Prata                 | Bronze                  |
| Shelly-Ann Fraser-Pryce (JAM) | Murielle Ahouré (CIV) | Tianna Bartoletta (USA) |

## Cronograma
| Data       | Hora  | Evento        |
| ---------- | ----- | ------------- |
| 8 de março | 10:40 | Eliminatórias |
| 9 de março | 15:15 | Semifinal     |
| 9 de março | 18:05 | Final         |

## Resultados

### Eliminatórias
Qualificação: 3 atletas de cada bateria  (Q) mais os  6 melhores qualificados (q). 
| Colocação | Bateria | Atleta                  | Nacionalidade            | Tempo | Notas |
| --------- | ------- | ----------------------- | ------------------------ | ----- | ----- |
| 1.        | 6       | Murielle Ahouré         | Costa do Marfim          | 7,09  | Q     |
| 2.        | 2       | Shelly-Ann Fraser-Pryce | Jamaica                  | 7,12  | Q     |
| 3.        | 3       | Verena Sailer           | Alemanha                 | 7,13  | Q     |
| 3.        | 4       | Tianna Bartoletta       | Estados Unidos           | 7,13  | Q     |
| 5.        | 3       | Michelle-Lee Ahye       | Trinidad e Tobago        | 7,14  | Q     |
| 6.        | 1       | Asha Philip             | Reino Unido              | 7,18  | Q     |
| 7.        | 1       | Dafne Schippers         | Países Baixos            | 7,19  | Q     |
| 7.        | 4       | Ezinne Okparaebo        | Noruega                  | 7,19  | Q     |
| 7.        | 5       | Gloria Asumnu           | Nigéria                  | 7,19  | Q, SB |
| 7.        | 5       | LaKeisha Lawson         | Estados Unidos           | 7,19  | Q     |
| 7.        | 5       | Ruddy Zang Milama       | Gabão                    | 7,19  | Q     |
| 12.       | 2       | Tahesia Harrigan-Scott  | Ilhas Virgens Britânicas | 7,20  | Q     |
| 13.       | 4       | Veronica Campbell-Brown | Jamaica                  | 7,22  | Q, SB |
| 13.       | 6       | Sophie Papps            | Reino Unido              | 7,22  | Q, PB |
| 15.       | 6       | Franciela Krasucki      | Brasil                   | 7,25  | Q     |
| 16.       | 2       | Yasmin Kwadwo           | Alemanha                 | 7,27  | Q     |
| 17.       | 1       | Natalija Pohrebniak     | Ucrânia                  | 7,30  | Q     |
| 18.       | 1       | Sheniqua Ferguson       | Bahamas                  | 7,31  | q, SB |
| 18.       | 6       | Anna Kiełbasińska       | Polónia                  | 7,31  | q, PB |
| 20.       | 2       | Wei Yongli              | China                    | 7,32  | q, SB |
| 21.       | 2       | Hanna-Maari Latvala     | Finlândia                | 7,33  | q     |
| 21.       | 4       | Marta Jeschke           | Polónia                  | 7,33  | q     |
| 23.       | 4       | Jamile Samuel           | Países Baixos            | 7,34  | q     |
| 24.       | 6       | Audrey Alloh            | Itália                   | 7,35  |       |
| 24.       | 1       | Olga Safronowa          | Cazaquistão              | 7,35  |       |
| 26.       | 3       | Carina Horn             | África do Sul            | 7,36  | Q     |
| 27.       | 3       | María Gátou             | Grécia                   | 7,38  |       |
| 28.       | 3       | LaVerne Jones-Ferrette  | Ilhas Virgens Americanas | 7,39  | SB    |
| 29.       | 4       | Flings Owusu-Agyapong   | Gana                     | 7,42  |       |
| 30.       | 5       | Ramona Papaioannou      | Chipre                   | 7,43  |       |
| 31.       | 5       | Geronne Black           | Trinidad e Tobago        | 7,45  |       |
| 32.       | 3       | Tiffany Tshilumba       | Luxemburgo               | 7,47  |       |
| 33.       | 2       | Fong Yee Pui            | Hong Kong                | 7,58  |       |
| 34.       | 3       | Joanne Pricilla Loutoy  | Seicheles                | 7,75  | PB    |
| 35.       | 6       | Aziza Sbaity            | Líbano                   | 7,82  | PB    |
| 36.       | 1       | Estefania Sebastian     | Andorra                  | 7,83  |       |
| 37.       | 3       | Rachel Fitz             | Malta                    | 7,86  | PB    |
| 38.       | 4       | Shinelle Proctor        | Anguila                  | 7,91  |       |
| 39.       | 5       | Patricia Taea           | Ilhas Cook               | 7,93  | NR    |
| 40.       | 5       | Martina Pretelli        | San Marino               | 7,94  |       |
| 40.       | 1       | Lovelite Detenamo       | Nauru                    | 7,94  | NR    |
| 42.       | 6       | Marlene Mevong Mba      | Guiné Equatorial         | 8,05  |       |
| 43.       | 2       | Rachel Abrams           | Marianas Setentrionais   | 8,30  | PB    |

### Semifinal
Qualificação: classificaram-se  os 2 melhores de cada bateria (Q) mais 2 melhores colocados  (q). 
| Colocação | Bateria | Atleta                  | Nacionalidade            | Tempo | Notas |
| --------- | ------- | ----------------------- | ------------------------ | ----- | ----- |
| 1.        | 1       | Murielle Ahouré         | Costa do Marfim          | 7,06  | Q     |
| 2.        | 3       | Shelly-Ann Fraser-Pryce | Jamaica                  | 7,08  | Q, SB |
| 3.        | 3       | Asha Philip             | Reino Unido              | 7,09  | Q, PB |
| 4.        | 3       | Michelle-Lee Ahye       | Trinidad e Tobago        | 7,10  | q, NR |
| 5.        | 1       | Gloria Asumnu           | Nigéria                  | 7,11  | Q, SB |
| 6.        | 2       | Verena Sailer           | Alemanha                 | 7,12  | Q, PB |
| 7.        | 2       | Tianna Bartoletta       | Estados Unidos           | 7,14  | Q     |
| 8.        | 2       | Veronica Campbell-Brown | Jamaica                  | 7,17  | q, SB |
| 8.        | 3       | Tahesia Harrigan-Scott  | Ilhas Virgens Britânicas | 7,17  | SB    |
| 10.       | 2       | Dafne Schippers         | Países Baixos            | 7,18  |       |
| 10.       | 1       | LaKeisha Lawson         | Estados Unidos           | 7,18  |       |
| 12.       | 1       | Ruddy Zang Milama       | Gabão                    | 7,19  |       |
| 12.       | 2       | Ezinne Okparaebo        | Noruega                  | 7,19  |       |
| 14.       | 1       | Sheniqua Ferguson       | Bahamas                  | 7,25  | SB    |
| 15.       | 1       | Sophie Papps            | Reino Unido              | 7,30  |       |
| 15.       | 2       | Wei Yongli              | China                    | 7,30  | SB    |
| 17.       | 3       | Franciela Krasucki      | Brasil                   | 7,31  |       |
| 17.       | 3       | Anna Kiełbasińska       | Polónia                  | 7,31  | PB    |
| 19.       | 3       | Yasmin Kwadwo           | Alemanha                 | 7,32  |       |
| 20.       | 3       | Hanna-Maari Latvala     | Finlândia                | 7,34  |       |
| 20.       | 2       | Natalija Pohrebniak     | Ucrânia                  | 7,34  |       |
| 20.       | 1       | Carina Horn             | África do Sul            | 7,34  |       |
| 23.       | 1       | Jamile Samuel           | Países Baixos            | 7,39  |       |
| 24.       | 2       | Marta Jeschke           | Polónia                  | 7,41  |       |

### Final
A final ocorreu dia 9 de março. 
| Colocação         | Atleta                  | Nacionalidade     | Tempo | Notas |
| ----------------- | ----------------------- | ----------------- | ----- | ----- |
| Medalha de ouro   | Shelly-Ann Fraser-Pryce | Jamaica           | 6,98  | WL    |
| Medalha de prata  | Murielle Ahouré         | Costa do Marfim   | 7,01  | SB    |
| Medalha de bronze | Tianna Bartoletta       | Estados Unidos    | 7,06  | SB    |
| 4.                | Asha Philip             | Reino Unido       | 7,11  |       |
| 5.                | Veronica Campbell-Brown | Jamaica           | 7,13  | SB    |
| 6.                | Michelle-Lee Ahye       | Trinidad e Tobago | 7,16  |       |
| 7.                | Gloria Asumnu           | Nigéria           | 7,18  |       |
| 8.                | Verena Sailer           | Alemanha          | 7,18  |       |

Legenda
| Recorde mundial       | Recorde mundial (World record)               |                       | Recorde africano                      | Recorde africano (African) |                                           | Q | Classificado por posição (Qualified) |
| Recorde do campeonato | Recorde do campeonato (Championship record)  | Recorde da América    | Recorde da América (Americas)         | q                          | Classificado por melhor tempo (Qualified) |   |                                      |
| Melhor marca do ano   | Melhor marca do ano (World leading)          | Recorde asiático      | Recorde asiático (Asian)              | DNS                        | Não largou (Did not start)                |   |                                      |
| Recorde nacional      | Recorde nacional (National record)           | Recorde europeu       | Recorde europeu (European)            | DNF                        | Não terminou (Did not finish)             |   |                                      |
| Recorde pessoal       | Recorde pessoal do atleta (Personal best)    | Recorde da Oceania    | Recorde da Oceania (Oceania)          | DSQ / DQ                   | Desclassificado (Disqualified)            |   |                                      |
| Recorde da temporada  | Recorde da temporada do atleta (Season best) | Recorde sul-americano | Recorde sul-americano (South America) | NM                         | Sem marca (No mark)                       |   |                                      |